# Mohammed Yakub Khan

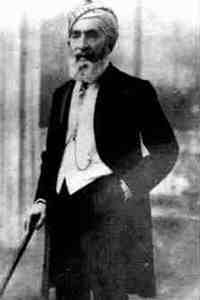
Mohammed Yakub Khan

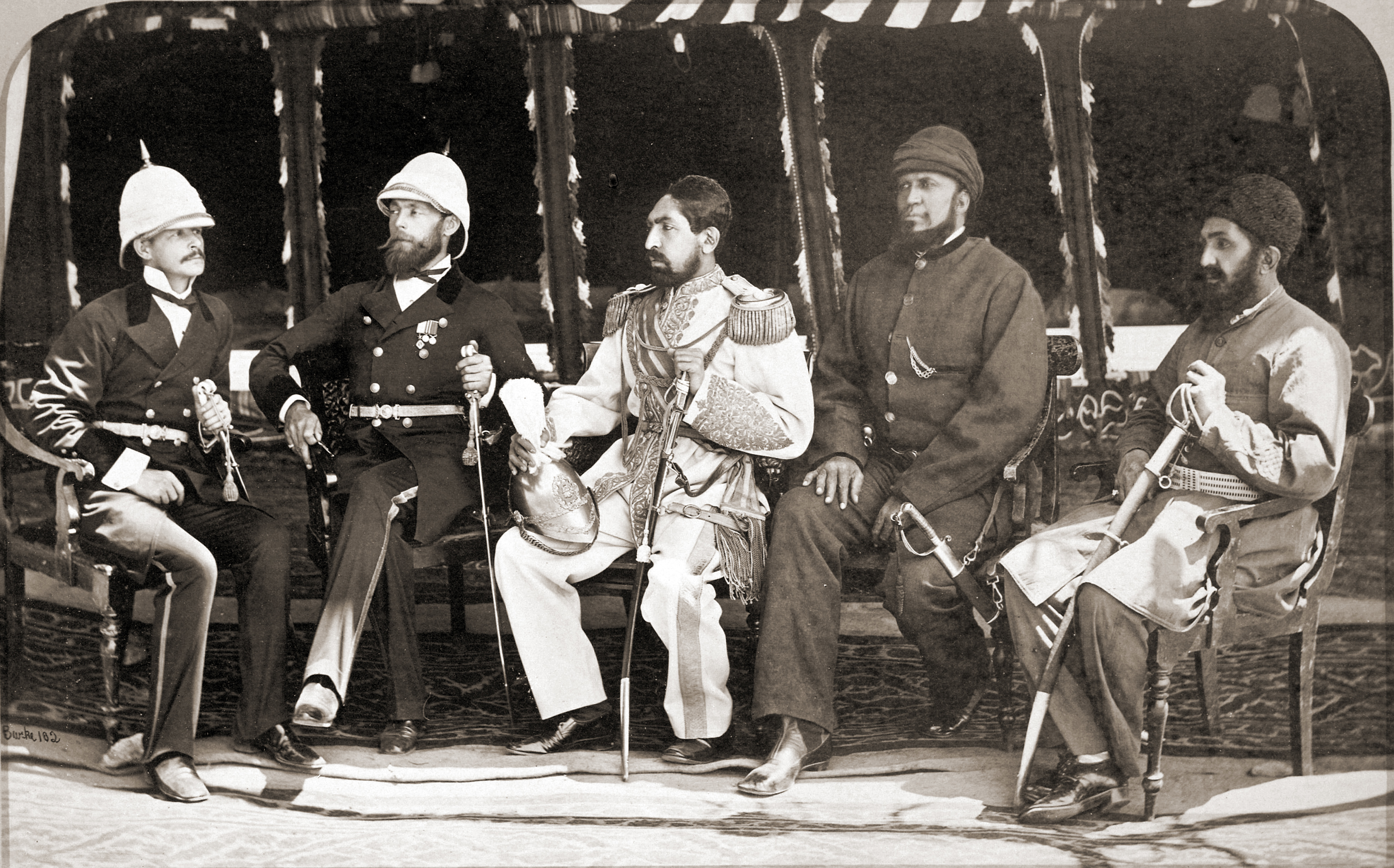
Louis Cavagnari (Zweiter von links) und Mohammed Yakub (in weißer Uniform) anlässlich der Unterzeichnung des Vertrags von Gandamak 1879

Mohammed Yakub Khan (auch Mohammed Ya'qub Khan; * 1849; † 15. November 1923) war von Februar bis August 1879 Emir von Afghanistan. 
Mohammed Yakub war der Sohn des Emirs Schir Ali. Er war Gouverneur der Provinz Herat und wurde nach einem Aufstandsversuch 1870 gegen seinen Vater im Jahr 1874 eingekerkert. Sein Vater Schir Ali floh als Folge des Zweiten Anglo-Afghanischen Krieges aus Kabul und starb bald darauf im Exil. Mohammed Yakub Khan folgte ihm auf den Thron und musste im Mai 1879 den Vertrag von Gandamak unterzeichnen, der die afghanische Außenpolitik britischer Kontrolle unterstellte. Im Oktober 1879 dankte er nach einem Aufstand ab. Ihm folgte interim Musa Khan, der in Ghazni am 24. Dezember 1879 unter der Vormundschaft von Mohammed Khan zum Emir ausgerufen wurde.